# Moustafa Palazli Chousein-Oglou
Moustafa Palazli Chousein-Oglou est un acteur anglais né le 28 décembre 1990 à Xánthi, en Grèce.
Il s'est fait connaître en 2008 grâce à son rôle dans les séries Casualty et M.I. High.